# Avenida Cabildo
La Avenida Cabildo es una importante avenida de la ciudad de Buenos Aires. Es considerada como uno de los principales centros de compra y paseo de la ciudad, y especialmente del barrio de Belgrano. Nace en el Viaducto Carranza como continuación de la Avenida Santa Fe, y finaliza en Puente Saavedra continuando hacia el norte como Avenida Maipú.
Su nombre homenajea al cabildo abierto del 25 de mayo de 1810, en el cual se le quitó el poder al virrey y se creó la primera junta de gobierno.

## Recorrido
La avenida Cabildo es la continuación de la Avenida Santa Fe, y nace al terminar el Túnel Carranza y cruzar la Avenida Dorrego, donde se encuentran la estación Ministro Carranza de la Línea D de subterráneo, la estación de la Línea Mitre del ferrocarril también llamada Ministro Carranza, y la Plaza Miguel Abuelo.
El sentido de circulación vehicular es doble en toda su traza, y la avenida va en dirección sudeste-noroeste. Por debajo de la mayor parte de su trayecto pasa la línea D del Subte de Buenos Aires cuya prolongación por debajo de la Avenida Cabildo ha sido concretada, luego de mucho retraso, en la década de 1990.
Parte del barrio de Palermo y se extiende por más de 55 cuadras hacia el noroeste, pasando por los barrios de Belgrano y Núñez.
En el n.º 15 está la Escuela Técnica General Savio, junto a la sede de Fabricaciones Militares (Av. Cabildo 65). A partir de la tercera cuadra, del lado impar de la numeración, comienza una zona militar, y en el 385 está el Instituto Geográfico Militar, junto a la Iglesia Castrense de Nuestra Señora de Luján, patrona del Ejército Argentino. En la siguiente cuadra hay un gran supermercado Coto que ocupa la mayor parte de la manzana.
Desde la calle Olleros, abundan las sucursales bancarias y comienza el polo comercial del barrio de Palermo. El Colegio Nuestra Señora de la Misericordia ocupa toda la manzana entre las calles Zabala y Virrey Loreto. En la esquina de la calle La Pampa llama la atención un bar moderno, que tiene una pequeña imitación de la cúpula del Chrysler Building. Como curiosidad, el arquitecto Benjamín Pedrotti proyectó los 3 edificios estilo art nouveau en las distintas esquinas de la calle Mariscal Sucre.
La intersección de la Avenida Cabildo con la Avenida Juramento es el núcleo del barrio de Belgrano, allí hay grandes sucursales de comercios de electrodomésticos, de informática, cafés, restaurantes y bares, librerías e importantes marcas de ropa. Por la Avenida Juramento se accede, hacia el nordeste, a las Barrancas de Belgrano y la estación Belgrano C del Ferrocarril Mitre. Es la parte del barrio conocida como Belgrano C, y está compuesta casi totalmente por grandes torres residenciales, construidas desde fines de los años 1950, aunque sobreviven algunas antiguas casonas. Hacia el oeste, está proyectado el ensanche de la calle Juramento angosta.
Ya en el barrio de Núñez, a partir de la calle Paroissien, se abre hacia el sur el bulevar llamado Avenida San Isidro, que corre paralelo a Cabildo a pocos metros de distancia, hasta que nuevamente se unen luego de 900 metros.
Finaliza bajo el Puente Saavedra, por el cual corre la Avenida General Paz, límite de la Ciudad de Buenos Aires. Al cruzar bajo el puente, la calzada accede al partido de Vicente López en la Provincia de Buenos Aires y toma el nombre de Avenida Maipú.
En 2015 se inauguró el Metrobús Norte (primera etapa), entre los barrios de Belgrano y Núñez, iniciando su trayecto en Franklin D. Roosevelt y finalizando en la General Paz, para posteriormente conectar con la Avenida Maipú del partido de Vicente López. En noviembre de 2016, se inauguró su extensión (segunda etapa), entre Belgrano y Colegiales desde Av. Monroe hasta Tte. Benjamín Matienzo, para luego conectar a través del Viaducto Carranza, continuando su recorrido por la Av. Santa Fe, en el barrio de Palermo.

## Historia
En 1580 Juan de Garay estableció los límites urbanos de la Ciudad de Buenos Aires: al este la barranca del Río de la Plata (Av. Paseo Colón - Av. Alem), al oeste las actuales calles Salta y Libertad, al sur la actual Avenida Independencia y al norte la calle Viamonte. Garay también repartió las tierras más allá del ejido tanto al norte como al sur del nuevo centro urbano. Hacia el sur el reparto abarcó desde el Riachuelo hasta la zona de Ensenada y Magdalena, mientras que hacia el norte, la distribución comenzó desde la actual Plaza San Martín (Retiro) hasta lo que es hoy el Partido de San Fernando. Entre cada chacra (de una legua de largo) debía correr un camino, así como también por su frente y fondo. Hacia el norte, el camino del fondo lo constituían las actuales avenidas Constituyentes y Fondo de la Legua, mientras que el camino del frente, denominado «Camino de Santa Fe» o «Camino del Bajo» lo conformaban sucesivamente las actuales avenidas Libertador, Las Heras, Santa Fe, Luis María Campos y allí empalmando con la actual traza del Ferrocarril Mitre en su ramal a Tigre, siempre discurriendo al pie de la barranca, hasta llegar a San Isidro e incluso más allá ya casi como sendero a San Fernando.
Sin embargo, como el «Camino del Bajo» no era muy bueno y el del «Fondo de la Legua» estaba muy lejos de la costa, los Carreteros y jinetes hicieron un atajo conocido con diversos nombres: «Camino del Tejar», «Camino de las Lomas» o «Camino del Medio». Dicho camino ocupaba las actuales avenidas Santa Fe, Cabildo, La Pampa, Balbín y Bartolomé Mitre. Posteriormente, el Virreinato decide trazar el «Camino del Norte» o «Nuevo Camino del Alto», como una continuación de la calle Santa Fe hacia San Fernando conformando lo que actualmente son las Avenidas Santa Fe, Cabildo, Maipú, Santa Fe, Centenario y Presidente Perón. Sin embargo, tardará muchos años en generarse este nuevo camino ya que para mediados del siglo XIX, la actual avenida Cabildo se perdía unos cientos de metros más allá de la calle La Pampa.
Mientras tanto, incluso antes de la fundación del pueblo de Belgrano (1855) funcionó en la esquina de Cabildo y La Pampa (hoy Banco HSBC) una pulpería llamada «La Blanqueada» (por sus paredes blancas) que surgió junto a un caserío que se formó en la zona. Su ubicación era estratégica ya que antiguamente las carretas partían, temprano a la mañana, desde Plaza Lorea (actual Plaza del Congreso) tanto hacia el oeste como hacia el norte. Al mediodía estas carretas solían detener su viaje para que tanto los bueyes como sus troperos pudiesen descansar. Hacia el oeste, las carretas llegaban al mediodía a la Plaza Pueyrredón, en Flores, en tanto que, las que iban hacia el norte hacían lo mismo en la pulpería La Blanqueada, por hallarse ambas a nueve kilómetros de la Plaza Lorea. La Blanqueada sobrevivió allí hasta 1919.
En 1855, debido al crecimiento que experimentaba la población se decide fundar un nuevo pueblo a mitad de camino entre Buenos Aires y San Isidro, en una zona denominada La Calera. Este pueblo será el de Belgrano, cuyo perímetro queda establecido por las actuales calles 11 de Septiembre, La Pampa, Cramer y Monroe. Al delinearse el nuevo pueblo la Avenida del Tejar (luego Av. Ricardo Balbín) queda aislada, comenzando a tomar relevancia la Avenida Cabildo, conocida por aquel entonces como la Avenida 25 de Mayo.

## Arroyos
Por debajo de la Calle Blanco Encalada se encuentra el Arroyo Vega, un arroyo subterráneo entubado, el cual ha causado inundaciones en los años 1980, 1985 y 2013. La Avenida Cabildo a la altura de la intersección con Blanco Encalada suele tener problemas de desbordamiento sobre todo con fuertes lluvias o por sudestadas.
Por debajo de la Avenida García del Río se encuentra el Arroyo Medrano, un arroyo subterráneo entubado, el cual ha causado inundaciones en los mismos años.

## Medios de acceso

### Colectivos
La Avenida Cabildo es recorrida por un gran número de líneas de colectivos siendo una gran avenida comercial, una de las más importantes de la ciudad.
Algunas líneas de colectivos que circulan por la Avenida Cabildo como parte de su recorrido: 
19 29 41 42 44 57 59 60 63 65 67 68 71 80 130 133 151 152 161 168 184 194
Ver recuadro principal para más detalles.

### Subte
Por debajo de la Avenida Cabildo hay cinco estaciones de la Línea D del Subte de Buenos Aires.
Ver recuadro principal para más detalles.

## Lugares de interés
- La Parroquia de la Inmaculada Concepción, en Belgrano, conocida más como "La Redonda", ubicada en la intersección de la calle Vuelta de Obligado y la Avenida Juramento.
- Puente Saavedra, ubicado al final de la Avenida Cabildo.
- Avenida Cabildo entre Avenida Monroe y Avenida Juramento, siendo este el mayor centro comercial del barrio de Belgrano y de la Avenida Cabildo.

## Cruces Importantes y lugares de referencia
A continuación, se presentan las principales intersecciones de esta avenida, junto a las estaciones de la Línea D de subte.
|  | RM |

|  | SKRZ-Gu | BAHN |

| STRq | RMu + STRq | STRq |

|  | RM |

| BUILDING | RMTEEaq | STRq |

| STRq | RMKRZ | CONTfq |

| STRq | RMKRZ | RMq |

|  | RM |

| STRq | RMKRZ | CONTfq |

| CONTgq | RMKRZ | STRq |

| CONTgq | RMKRZ | STRq |

| CHURCH | RM |  |

| RMq | RMKRZ | STRq |

|  | RM |

| STRq | RMKRZ | CONTfq |

|  | RM |

| STRq | RMKRZ | RMq |

|  | RM |

| STRq | RMKRZ | CONTfq |

| STRq | RMKRZ | STRq |

| lNAT | RM |  |

|  | RMTEEaq | STR+r |

| CONTgq | RMKRZ | KRZ |

|  | RM | STR |

|  | RMTEEaq | STRr |

| RMq | RMIcu | RMq |

|  | RM |

|  | RM |

## Imágenes

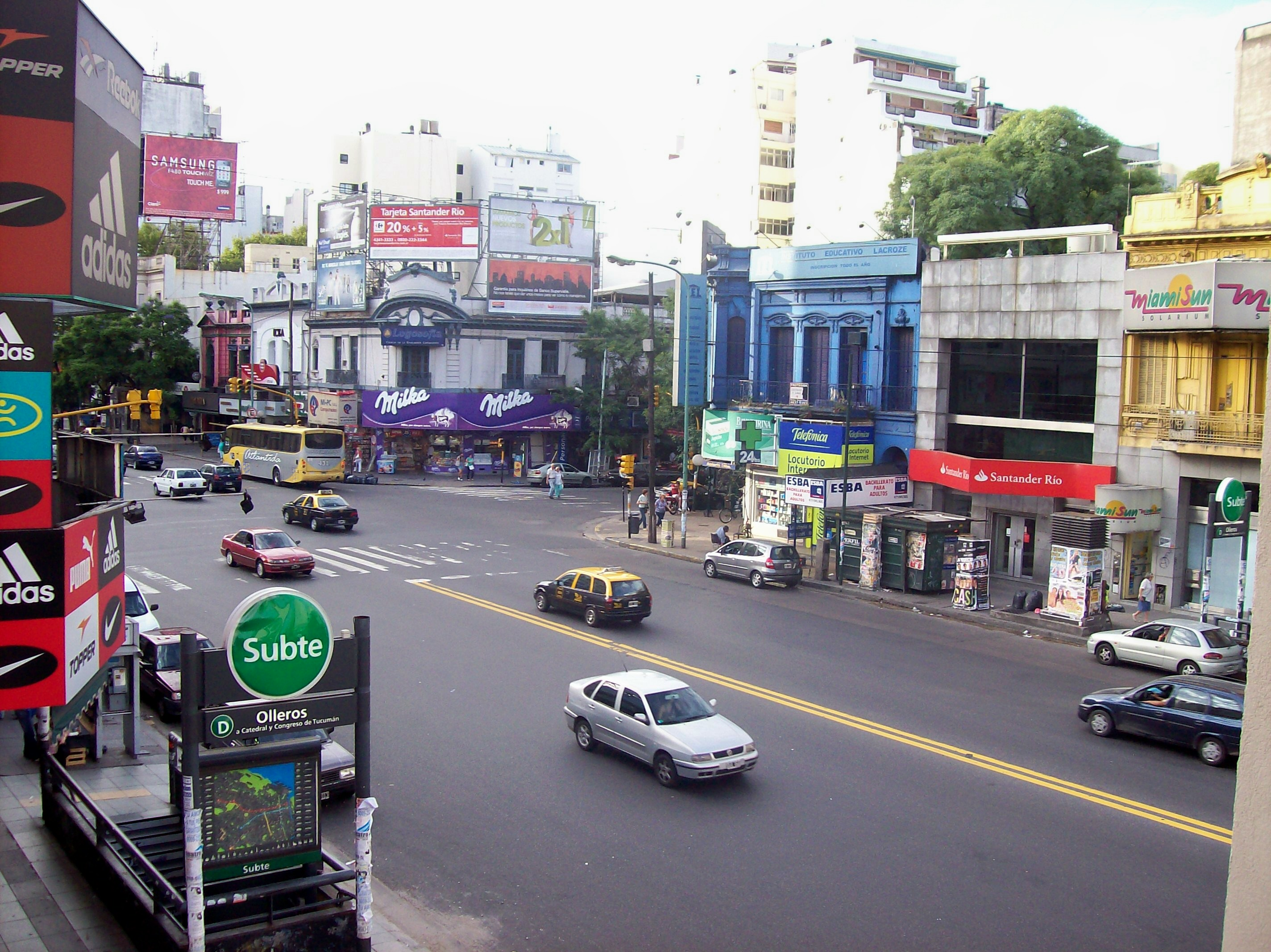
Av. Cabildo y Av. Lacroze, entrada a estación Olleros
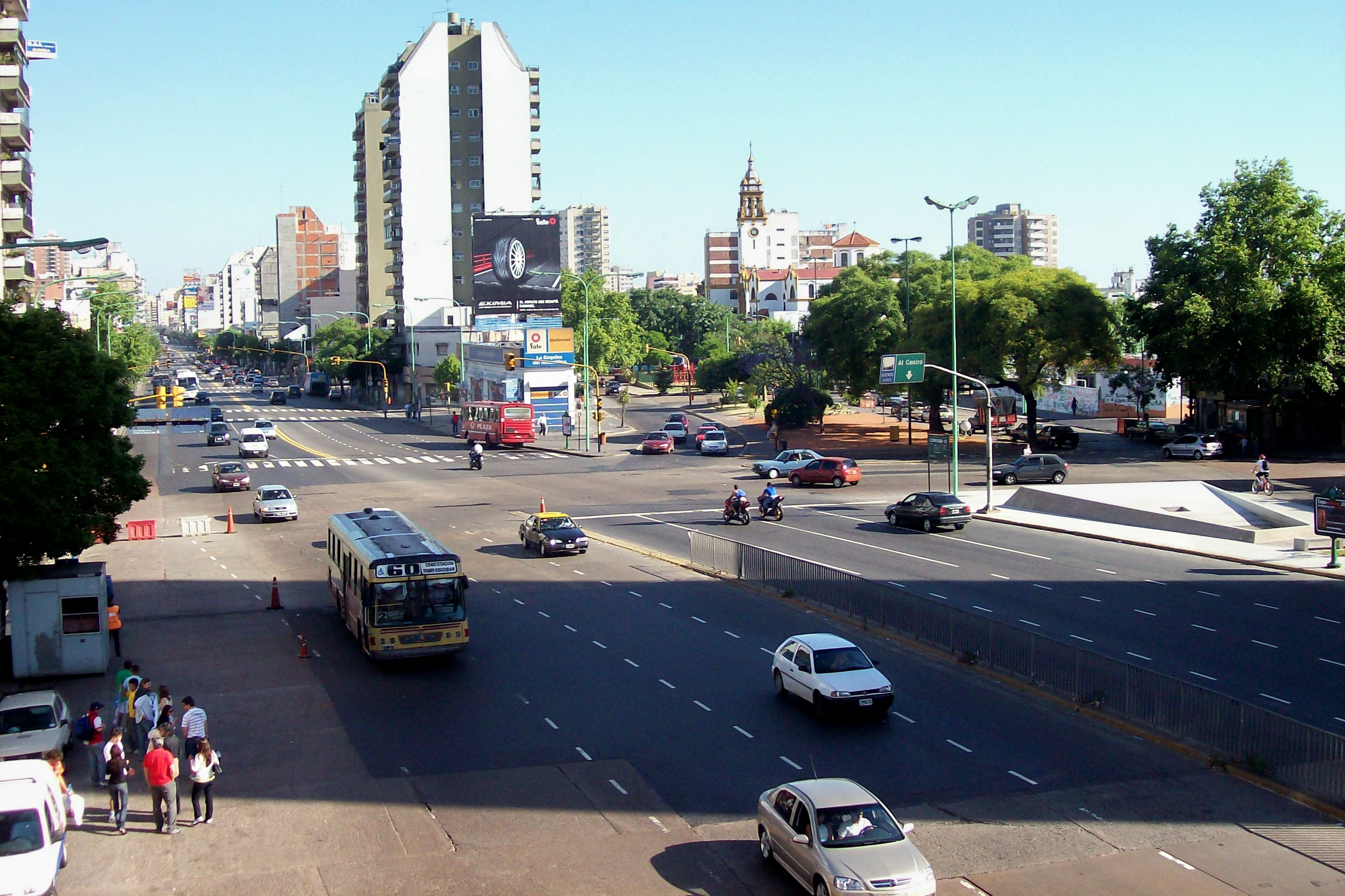
Av. Cabildo y Av. General Paz
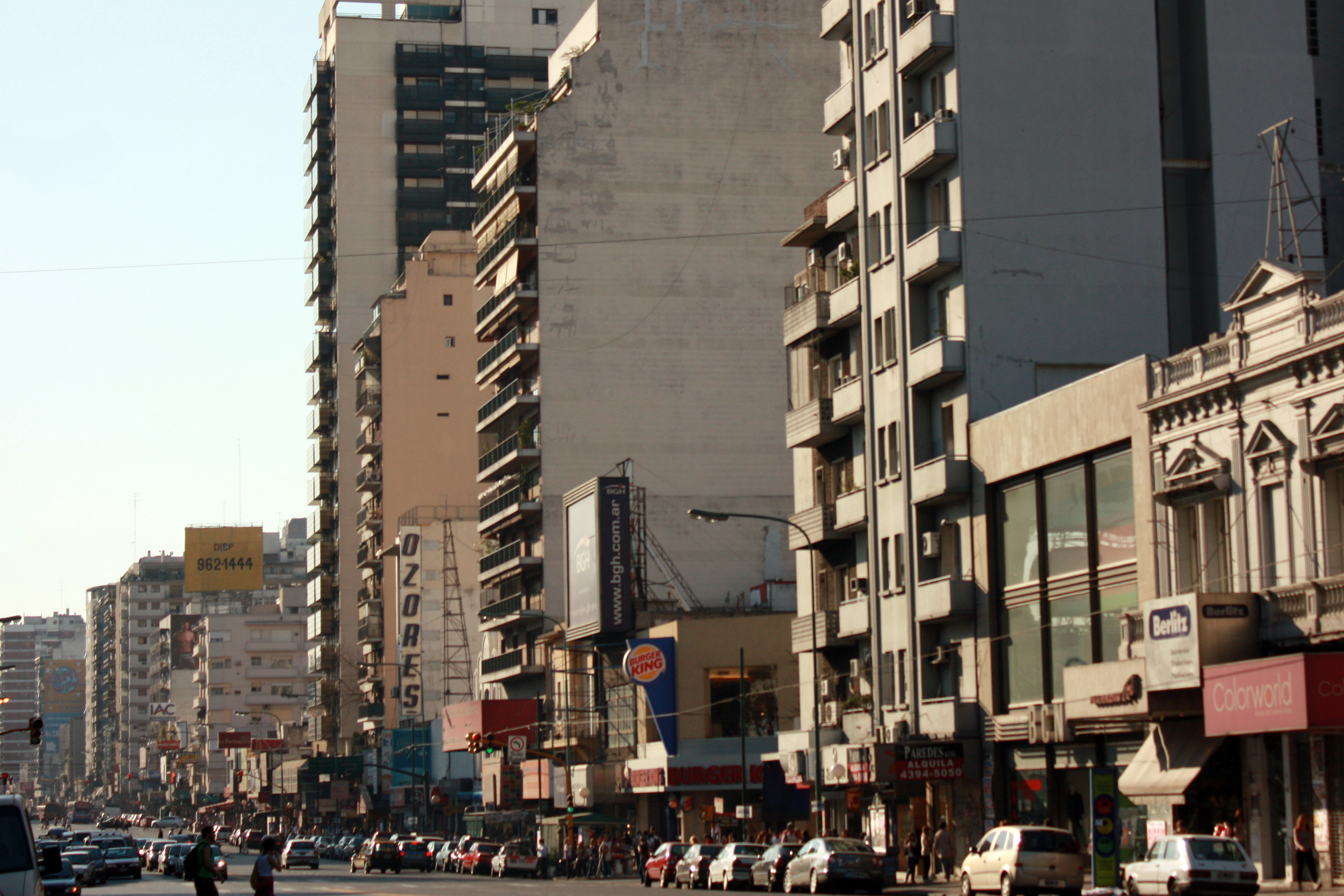
Avenida Cabildo al 2100
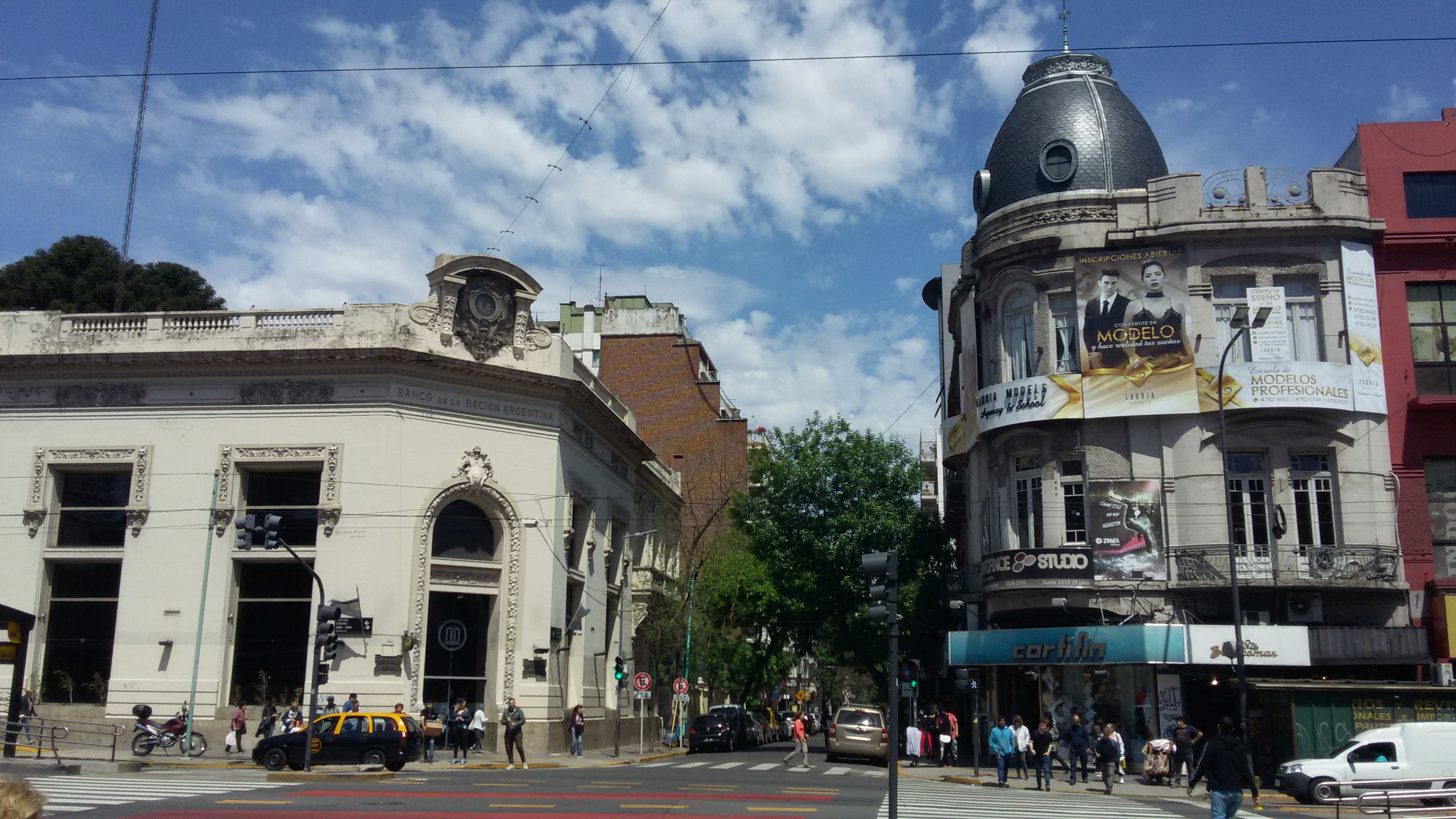
Banco Nación en Av. Cabildo y Sucre
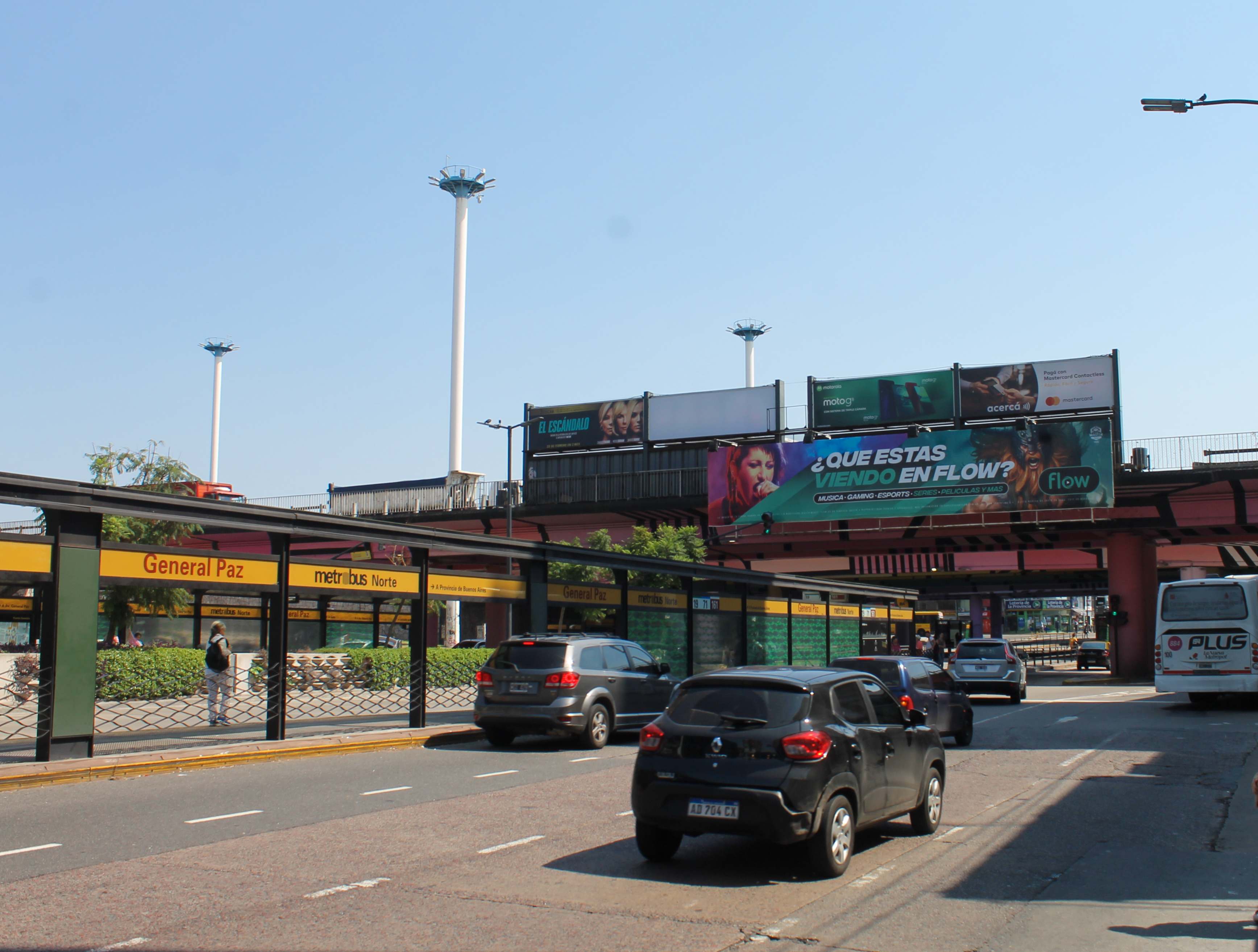
Avenida Cabildo con Puente Saavedra en el fondo.